# ES Bully
Étoile Sportive Bully-les-Mines ist ein französischer Fußballverein aus Bully-les-Mines in Nordfrankreich.

## Geschichte
ES Bully gründete sich 1920. In den folgenden Jahren trat der Verein vor allem als Teilnehmer in der Coupe de France überregional in Erscheinung. In den 1930er und Anfang der 1940er Jahre regelmäßig im vorderen Bereich des Amateurfußballs platziert, wurde die Mannschaft im Sommer 1941 in die französische Kriegsmeisterschaft integriert. In der Gruppe der sogenannten „Zone interdite“ spielte sie unter anderem gegen RC Lens, Olympique lillois und US Valenciennes-Anzin. Nach einer Neuaufteilung der Meisterschaft am Ende der Spielzeit rückte der Klub wieder in den unterklassigen Ligabereich, erreichte 1949/50 aber das Sechzehntelfinale des Coupe de France.
Nach dem Zweiten Weltkrieg war ES Bully Gründungsmitglied des Championnats de France Amateur als höchster Amateurspielklasse, in der die Mannschaft trotz zwischenzeitlichen Abstiegs bis Mitte der 1950er Jahre vertreten war. Nach dem Abstieg 1954 verabschiedete sich der Klub vom höherklassigen Fußball und fristet ein Dasein im mittleren französischen Amateurbereich. 2006 übernahm Pascal Peltier das Traineramt im Verein. In der Saison 2011/12 tritt die erste Mannschaft der ESB in der Promotion d’Honneur der Ligue du Nord-Pas de Calais de football an; die PH entspricht der zehnthöchsten Ligenstufe im französischen Fußball.
Mit André Strappe, Jules Bigot, Robert Défossé, René Dereuddre, François Bourbotte und Richard Krawczyk gibt es einige spätere Profispieler, die ihren Karrierestart bei ES Bully feierten und später zu nationalen und internationalen Ehren kamen.